# Deutscher Nationalverein
Le Deutscher Nationalverein est une organisation allemande proche d'un parti dans sa forme qui fut fondée en 1859 à Eisenach dans le but de mener à la création d'un État allemand sous la direction de la Prusse.
Il se dissout en 1867 dans le Parti national-libéral.